# Albert Geromini
Albert Geromini (né le 10 avril 1896 à Arvigo,, mort le 7 décembre 1961 à Thalwil,) est un joueur professionnel suisse de hockey sur glace.
Il est l'oncle de Franz Geromini.

## Carrière
Albert Geromini vient à Davos en 1918 et fait toute sa carrière, de 1921 à 1940 au Hockey Club Davos. Il gagne douze championnats : il est champion national en 1926 et 1927,, national de 1929 à 1933, et du championnat unifié de 1934, à 1935, puis de 1937, à 1940,. Il participe à la Coupe Spengler 1923 à 1931 et de 1933 à 1934 puis de 1936 à 1938. Il remporte cette compétition en 1927,,, 1933,,, 1936,, et 1938,,.
Il joue en compagnie de son neveu de 1930 à 1940,.
Albert Geromini représente la Suisse 61 fois. Il participe aux Jeux olympiques de 1928 à Saint-Moritz où la Suisse remporte la médaille de bronze,,. Il participe aux championnats du monde 1930, 1933, 1934, 1937, 1938 et 1939,, ; la Suisse remporte la médaille de bronze en 1930 et en 1937. Il est présent auparavant aux championnats d'Europe en 1924, 1925, 1926 et 1929,,. Il remporte onze médailles lors des championnats d'Europe : l'or en 1926, 1935 et 1939, l'argent en 1928, 1930, 1934 et 1937, le bronze en 1924, 1925, 1932 et 1933.
Il est également arbitre pour la LIHG.